# Граф Брэдфорд
Граф Брэдфорд (англ. Earl of Bradford) — наследственный титул, созданный дважды в британской истории (1694 год — пэрство Англии, 1815 год — пэрство Соединённого королевства).

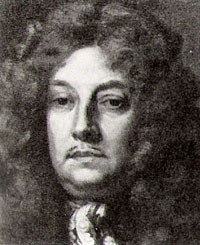
Фрэнсис Ньюпорт, 1-й граф Брэдфорд

Впервые титул графа Брэдфорда был создан в 1694 году для Фрэнсиса Ньюпорта, 2-го барона Ньюпорта (1620—1708). В 1762 году после смерти его внука, Томаса Ньюпорта, 4-го графа Брэдфорда (1696—1762), титул графа Брэндфорда прервался.
В 1815 году титул графа Брэдфорда был воссоздан для Орландо Бриджмена, 2-го барона Брэдфорда (1762—1825). Семья Бриджмен унаследовала поместья угасшего рода Ньюпорт. Название графского титула происходит от сотни Брэдфорд в графстве Шропшир, а не от города Брадфорд в графстве Йоркшир.

## Первая креация (1694)

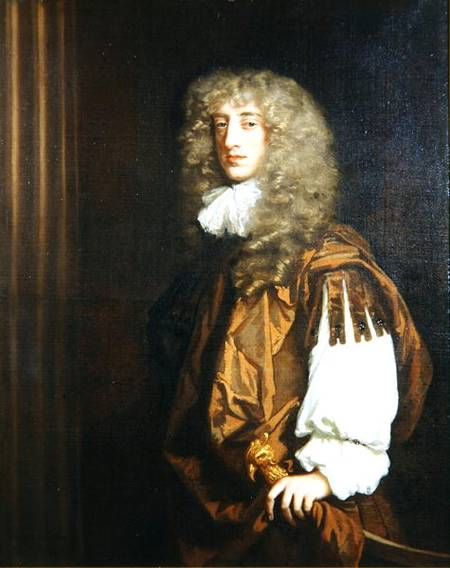
Ричард Ньюпорт, 2-й граф Брэдфорд (1644—1723)

Семья Ньюпорт является древней семьей из графства Шропшир. Один из членов рода, Ричард Ньюпорт (1587—1651), представлял в Палате общин Шропшир (1614, 1624—1629) и Шрусбери (1621—1622), а во время гражданской войны в Англии поддерживал короля Карла I Стюарта. В 1642 году он стал пэром Англии, получив титул барона Ньюпорта из High Ercall в графстве Шропшир. Его сын, Фрэнсис Ньюпорт, 2-й барон Ньюпорт (1620—1708), представлял Шрусбери в Долгом парламенте и сражался на стороне роялистов во время гражданской войны в Англии. После реставрации Стюартов он получил посты контролёра королевского двора (1668—1672), казначея королевского двора (1672—1686, 1689—1708) и лорда-лейтенанта графства Шропшир (1668—1672, 1689—1704). В 1676 году для него был создан титул виконта Ньюпорта из Брэдфорда в графстве Шропшир. 11 мая 1694 года он получил титул графа Брэдфорда в графстве Шропшир (пэрство Англии).
Его преемником стал его старший сын, Ричард Ньюпорт, 2-й граф Брэдфорд (1644—1723). Представлял Шропшир в Палате общин (1670—1685, 1689—1698) и служил лордом-лейтенантом графства Шропшир (1704—1712, 1714—1723). В 1681 году лорд Брэдфорд женился на Мэри Уилбрахам, дочери сэра Томаса Уилбрахама, 1-го баронета, и Элизабет Миттон. Через этот брак Уэстон-Парк перешел во владение семьи Ньюпорт. Их старший сын, Генри Ньюпорт, 3-й граф Брэдфорд (1684—1734), представлял Епископский замок и Шропшир в Палате общин, а также служил лордом-лейтенантом Стаффордшира (1715—1725) и Шропшира (1724—1734). У него не было законных детей, и после его смерти графский титул перешел к его младшему брату, Томасу Ньюпорту, 4-му графу Брэдфорду (1696—1762). После его смерти в 1762 году титул графа Брэдфорда прервался. Семейные поместья, в том числе Уэстон Парк, получил в наследство его племянник, сэр Генри Бриджмен, 5-й баронет из Грейт Левер (1725—1800).
- Достопочтенный Томас Ньюпорт (ок. 1655—1719), младший сын 1-го графа Брэдфорда, получил титул барона Торингтона в 1716 году.

## Вторая креация (1821)

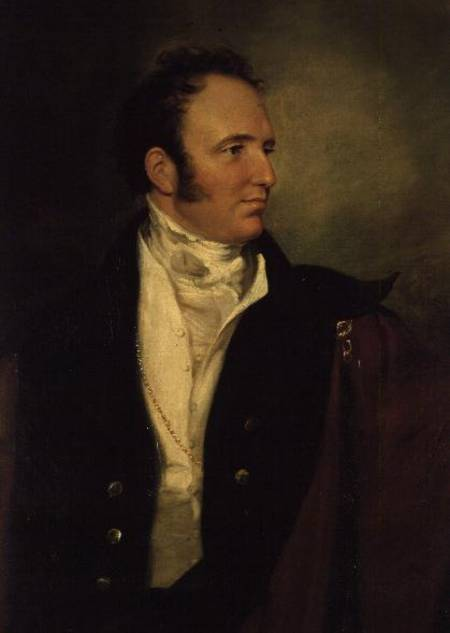
Джордж Бриджмен, 2-й граф Брэдфорд (1789—1865)

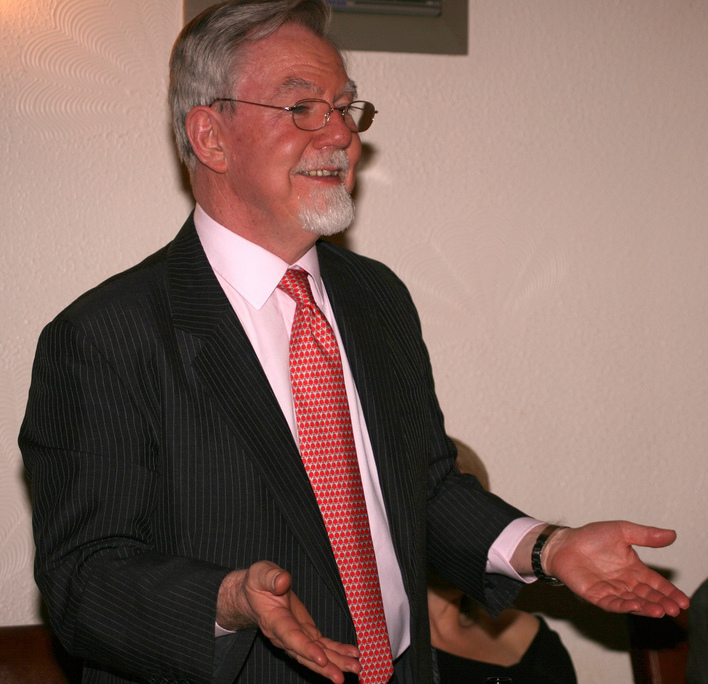
Ричард Томас Орландо Бриджмен, 7-й граф Брэдфорд (род. 1947)

Семья Бриджмен происходила из графства Девоншир. Один из членов рода, Джон Бриджмен (1577—1652), внук Эдварда Бриджмена, был епископом Честера (1619—1652). Его сын, Орландо Бриджмен (1606—1674), был видным юристом и политиком. В 1660 году для него был создан титул баронета из Грейт Левер в Ланкашире (Баронетство Англии). Его правнук, Орландо Бриджмен, 4-й баронет (1695—1776), представлял в Палате общин Шрусбери (1723—1727). В 1719 году он женился на леди Энн Ньюпорт, дочери Ричарда Ньюпорта, 2-го графа Брэдфорда. Их сын, Генри Бриджмен, 5-й баронет (1725—1800), был депутатом парламента от Ладлоу (1748—1768) и (Much) Венлока (1768—1794). В 1762 году после смерти своего родного дяди, Томаса Ньюпорта, 4-го графа Брэдфорда, Генри Бриджмен унаследовал имению Ньюпортов, в том числе и Уэстон Парк. В 1794 году Генри Бриджмен, 5-й баронет, получил титул барона Брэдфорда из Брэдфорда в графстве Шропшир.
Его сын, Орландо Бриджмен, 2-й барон (1762—1825), заседал в Палате общин от Уигана (1784—1800). В 1815 году для него были возрождены титулы виконта Ньюпорта в графстве Шропшир и графа Брэдфорда в графстве Шропшир. Его внук, Орландо Бриджмен, 3-й граф Брэдфорд (1819—1898), был консервативным политиком, он занимал должности вице-камергера королевского двора (1852, 1858—1589), лорда-камергера (1866—1868), обер-шталмейстера (1874—1880, 1885—1886) и лорда-лейтенанта Шропшира (1875—1896). Его старший сын, Джордж Бриджмен, 4-й граф Брэдфорд (1845—1915), представлял в парламенте Северный Шропшир от консервативной партии (1867—1885). Ему наследовал его старший сын, Орландо Бриджмен, 5-й граф Брэдфорд (1873—1957). Он имел чин подполковника британской армии, участвовал в Англо-бурской войне и в Первой мировой войне. Лорд Брэдфорд был личным секретарём премьер-министров лорда Солсбери и Артура Бальфура, занимал пост лорда-в-ожидании (1919—1924).
По состоянию на 2024 год обладателем графского титула являлся его внук, Ричард Томас Орландо Бриджмен, 7-й граф Брэдфорд (род. 1947), наследовавший своему отцу в 1981 году.
- Уильям Бриджмен, 1-й виконт Бриджмен (1864—1935), консервативный политик, сын преподобного достопочтенного Джона Роберта Орландо Бриджмена (1831—1897), третьего сына 2-го графа Брэдфорда. Он был депутатом Палаты общин от Озуэстри (1906—1929), министром внутренних дел Великобритании (1922—1924) и первым лордом Адмиралтейства (1924—1929).

## Резиденции

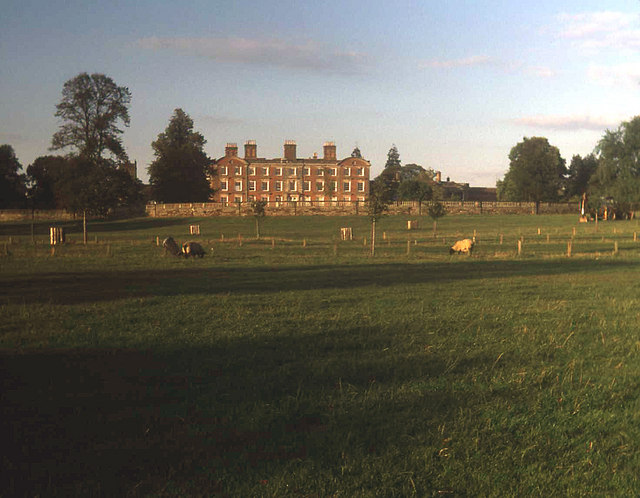
Уэстон Парк, бывшая резиденция графов Брэдфорд

Родовая резиденция графов Брэдфорд — Уэстон Парк в графстве Стаффордшир. Также они владели поместьем Касл Бромвич Холл в Уорикшире вместе с прилегающими садами. Касл Бромвич Холл сейчас является гостиницей, а его сады открыты для посещения общественности.
Уэстон Парк принадлежал графской семье до 1986 года. Джеральд Бриджмен, 6-й граф Брэдфорд (1911—1981), наследовавший титул в 1957 году, оставил семью с большими долгами. После пяти лет переговоров с казначейством Великобритании Уэстон Парк был передан а дар нации посредством Фонда, созданного в 1986 году.
В 1998 году в Уэстон Парке был проведен саммит Большой восьмерки, на которой присутствовали многие лидеры государств и главы правительств, в том числе президент США Билл Клинтон и президент России Борис Ельцин. Начиная с 1999 года, в Уэстон Парке проводится ежегодный фестиваль «V Festival».

## Бароны Ньюпорт (1642)
- 1642—1651: Ричард Ньюпорт, 1-й барон Ньюпорт (7 мая 1587 — 8 февраля 1651), сын сэра Фрэнсиса Ньюпорта (1555—1622);
- 1651—1708: Фрэнсис Ньюпорт, 2-й барон Ньюпорт (23 февраля 1620 — 19 сентября 1708), старший сын предыдущего, виконт Ньюпорт с 1675 года и граф Брэдфорд с 1694 года.

## Графы Брэдфорд, первая креация (1694)
- 1694—1708: Фрэнсис Ньюпорт, 1-й граф Брэдфорд (23 февраля 1620 — 19 сентября 1708), старший сын 1-го барона Ньюпорта;
- 1708—1723: Ричард Ньюпорт, 2-й граф Брэдфорд (3 сентября 1644 — 14 июня 1723), старший сын предыдущего;
- 1723—1734: Генри Ньюпорт, 3-й граф Брэдфорд (1684 — 23 декабря 1734), старший сын предыдущего;
- 1734—1762: Томас Ньюпорт, 4-й граф Брэдфорд (ок. 1696 — 18 апреля 1762), третий (младший) сын 2-го графа Брэдфорда.

## Баронеты Бриджмен из Грейт Левер (1660)
- 1660—1674: Сэр Орландо Бриджмен, 1-й баронет (1609—1674), сын Джона Бриджмена, епископа Честерского;
- 1674—1710: Сэр Джон Бриджмен, 2-й баронет (16 августа 1631 — 24 августа 1710), единственный сын предыдущего от первого брака;
- 1710—1747: Сэр Джон Бриджмен, 3-й баронет (9 августа 1667 — 21 июля 1747), второй сын предыдущего;
- 1747—1776: Сэр Орландо Бриджмен, 4-й баронет (2 июля 1695 — 25 июля 1776), старший сын предыдущего;
- 1776—1800: Сэр Генри Бриджмен, 5-й баронет (7 сентября 1725 — 5 июня 1800), второй сын предыдущего, барон Брэдфорд с 1794 года.

## Бароны Брэдфорд (1794)
- 1794—1800: Генри Бриджмен, 1-й барон Брэдфорд (7 сентября 1725 — 5 июня 1800), второй сын 4-го баронета;
- 1800—1825: Орландо Бриджмен, 2-й барон Брэдфорд (19 марта 1762 — 7 сентября 1825), старший сын предыдущего, виконт Ньюпорт и граф Брэдфорд с 1815 года.

## Графы Брэдфорд, вторая креация (1815)
- 1815—1825: Орландо Бриджмен, 1-й граф Брэдфорд (19 марта 1762 — 7 сентября 1825), старший сын 1-го барона Брэдфорда;
- 1825—1865: Джордж Огастес Фредерик Генри Бриджмен, 2-й граф Брэдфорд (23 октября 1789 — 22 марта 1865), старший сын предыдущего;
- 1865—1898: Орландо Джордж Чарльз Бриджмен, 3-й граф Брэдфорд (24 апреля 1819 — 12 марта 1898), старший сын предыдущего;
- 1898—1915: Джордж Сесил Орландо Бриджмен, 4-й граф Брэдфорд (3 февраля 1845 — 2 января 1915), старший сын предыдущего;
- 1915—1957: Орландо Бриджмен, 5-й граф Брэдфорд (6 октября 1873 — 21 марта 1957), старший сын предыдущего;
- 1957—1981: Джеральд Майкл Орландо Бриджмен, 6-й граф Брэдфорд (29 сентября 1911 — 30 августа 1981), единственный сын предыдущего;
- 1981 — настоящее время: Ричард Томас Орландо Бриджмен, 7-й граф Брэдфорд (род. 3 октября 1947), старший сын предыдущего;
  - Наследник: Александр Майкл Орландо Бриджмен, виконт Ньюпорт (род. 6 сентября 1980), старший сын предыдущего;
    - Наследник наследника: достопочтенный Арчибальд Генри Орландо (Арчи) Бриджмен (род. 19 марта 2024), сын предыдущего.